# Magnus Wieslander (präst)
Magnus Wieslander, född 6 december 1727 i Hönetorp i Vislanda socken i Kronobergs län, död 16 maj 1820 i Odensjö Prästgård i Odensjö socken i samma län, var en svensk präst inom Svenska kyrkan.
Magnus Wieslander, som var son till klockaren Per Gunnarsson och Karin Månsdotter, antog namnet Wieslander efter födelsesocknen i samband med att han blev student vid Lunds universitet 1752. Han bildade därmed en av släkterna Wieslander från Småland. Han blev lärare vid Amiralitets-Barnhusskolan i Karlskrona 1760 och vid Skeppsgosse-Skolan i samma stad 1762. Wieslander prästvigdes 1765 och blev filosofie magister 1768. Han var kyrkoherde i Odensjö pastorat av Växjö stift från 1770 och utsågs även till prost. Han var respondent vid prästmötet i Växjö 1775 och biträdde Samuel Rogberg vid dennes utgivande av Smålands Beskrivning.
Han gifte sig 1771 med Ulrika Montelia (1751–1800), dotter till företrädaren i Odensjö prosten Nils Montelius och Kristina Helena Odelin. De fick barnen Per Nikolaus (1774–1833), som efterträdde fadern som kyrkoherde i Odensjö 1820, Lars Magnus (1777–1816), Magnus (1779–1850), Kristina Katarina (1781–1790), Nils (1783–1858) och Johannes (1785–1840).